# Atajo de teclado

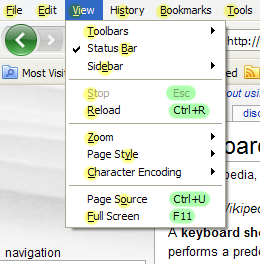
El menú de Firefox con los atajos resaltados en verde y los mnemónicos resaltados en amarillo.

El atajo de teclado, la tecla de acceso rápido, la tecla aceleradora (hotkey), el método abreviado de teclado o la combinación de teclas, es una tecla o conjunto de teclas que efectúa una acción definida previamente (por el programador o por el usuario de una aplicación informática). Estas acciones pueden realizarse habitualmente de otro modo: navegando por los menús, tecleando una instrucción más extensa, o utilizando el ratón. Al reducir estos pasos en combinaciones de teclas, el usuario puede ahorrar tiempo y optimizar su experiencia.
Las teclas de acceso rápido son una forma diferente de ejecutar uno o más comandos que pueden ser accesibles sólo a través de un menú, un dispositivo apuntador, diferentes niveles de una interfaz de usuario, o vía una consola de comandos. Los accesos rápidos normalmente agilizan operaciones comunes, reduciendo varias secuencias de entrada a unas pocas pulsaciones de teclas.
En ocasiones, el único método para realizar una acción es a través de una combinación de teclas especial. En estos casos, no se les denomina atajos de teclado, aunque la terminología y notación sea la misma. Por ejemplo, las computadoras portátiles, por norma general, incluyen teclas para ajustar el brillo de la pantalla.
Algunas teclas de acceso rápido requieren que el usuario pulse una única tecla o una secuencia de teclas una después de otra. Otros accesos rápidos requieren pulsar y mantener varias teclas simultáneamente. Para los accesos rápidos que usan varias teclas simultáneamente, normalmente primero se mantiene pulsada la tecla de modificación (Alt, Alt Gr, Ctrl, ⇧ Mayús o Shift) y luego se pulsa y suelta rápidamente la tecla normal, y finalmente se suelta la tecla de modificación. La distinción es importante, si se intenta pulsar todas las teclas al mismo tiempo se producirá muchas veces que no se pulse algunas de las teclas de modificación, o que se produzcan autorepeticiones indeseadas. Una excepción son los accesos rápidos que utilizan la tecla Esc, que casi siempre obliga a pulsar y soltar la tecla antes de presionar la siguiente.

## Notación
Los atajos de teclado más simples son aquellos compuestos por una única tecla. En estos casos, simplemente se suele escribir el nombre de la tecla, como "Pulsar F1 para obtener la Ayuda". El nombre de la tecla puede ser envuelta entre corchetes, o caracteres similares. Por ejemplo: [F1] o <F1>, para determinar la tecla F1. Además, puede resaltarse también con formato especial: negrita, cursiva, etcétera.
En muchos casos, se necesita pulsar varias teclas conjuntamente para conseguir un atajo de tecleado. En estos casos, la notación más utilizada es la siguiente: escribir consecutivamente cada una de ellas, unidas por el signo más o menos. Por ejemplo: Ctrl+C o Ctrl-C, para la combinación de teclas Ctrl+C.
Por último, existen algunos atajos de teclado que se activan mediante la pulsación individual de varias teclas, a modo de secuencia. Por ejemplo: “Alt+A, S” o “Alt+A; S”, que puede definirse como "Primero pulsar Alt y A conjuntamente, y luego S". Estos atajos de teclado, por norma general, representan una serie de combinaciones de teclas menores, que individualmente no definen una acción específica, pero que conjuntamente sí. En el ejemplo anterior, la combinación de teclas provocaría abrir el menú "Archivo" y posteriormente cerrar o salir de la aplicación, en la mayoría de las aplicaciones de escritorio.
Teclado IBM PC/Compatible IBM PC/Microsoft Windows (distribución española).